# Aja (álbum)
Aja é o sexto álbum de estúdio da banda de jazz-rock norte-americana Steely Dan, lançado em 23 de setembro de 1977. Este álbum está na lista dos 200 álbuns definitivos no Rock and Roll Hall of Fame.

## Faixas
Todas as faixas do disco são compostas por Donald Fagen e Walter Becker.
1. "Black Cow" - 5:13
2. "Aja" - 7:57
3. "Deacon Blues" - 7:35
4. "Peg" - 3:54
5. "Home at Last" - 5:34
6. "I Got The News" - 5:06
7. "Josie" - 4:33